# Bernhard I. (Armagnac)
Bernhard I., genannt le Louche († 995), war der erste Graf von Armagnac.
Er war der jüngere Sohn von Guillaume Garcès, Graf von Fézensac. Nach dem Tod seines Vaters 960 erhielt er als Apanage die Grafschaft Armagnac. Als Sühne für von ihm begangene Missetaten schwor er, eine Pilgerreise nach Jerusalem zu machen, konnte den Schwur aber nicht halten. Als Entschädigung gründete er die Basilika Saint-Orens in Auch. Sein Sohn Géraud I. Trancaléon († 1020) wurde sein Nachfolger.
| Personendaten    | Personendaten     |
| ---------------- | ----------------- |
| NAME             | Bernhard I.       |
| ALTERNATIVNAMEN  | le Louche         |
| KURZBESCHREIBUNG | Graf von Armagnac |
| GEBURTSDATUM     | 10. Jahrhundert   |
| STERBEDATUM      | 995               |